# Коргасин
Коргаси́н (каз. Қорғасын) — село у складі Улитауського району Улитауської області Казахстану. Адміністративний центр Коргасинського сільського округу.
Населення — 380 осіб (2021; 514 у 2009, 687 у 1999, 852 у 1989).
Національний склад станом на 1989 рік:
- казахи — 100 %.